# São Matias (Nisa)

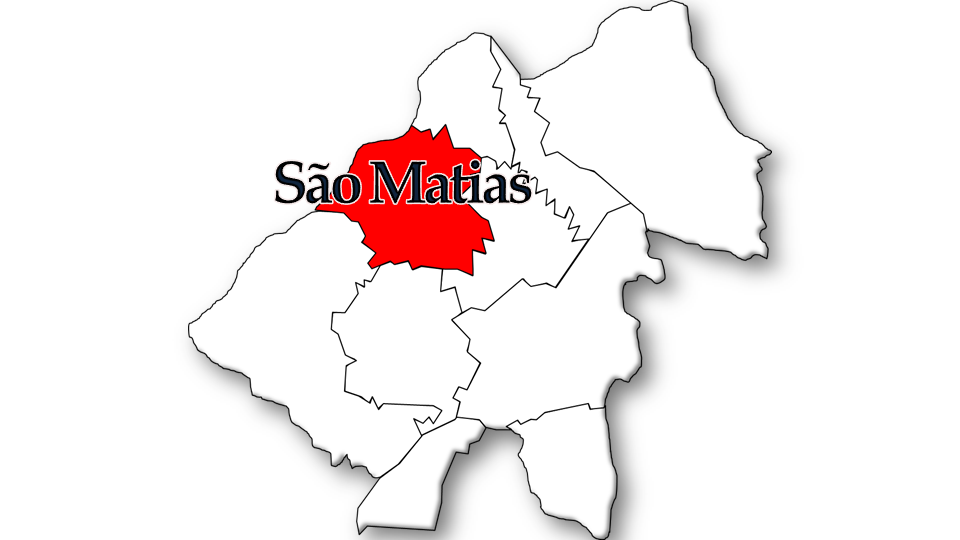
Localização da freguesia no município de Nisa

São Matias é uma freguesia portuguesa do município de Nisa, com 54,48 km² de área e 197 habitantes (censo de 2021). A sua densidade populacional é 3,6 hab./km².

## Demografia
Nota: No censo de 1864 figura como Caixeiro. Pelo decreto-lei nº 27.424, de 31/12/1936, foi-lhe dada a atual designação.
A população registada nos censos foi:
| Distribuição da População por Grupos Etários | Distribuição da População por Grupos Etários | Distribuição da População por Grupos Etários | Distribuição da População por Grupos Etários | Distribuição da População por Grupos Etários |
| -------------------------------------------- | -------------------------------------------- | -------------------------------------------- | -------------------------------------------- | -------------------------------------------- |
| Ano                                          | 0-14 Anos                                    | 15-24 Anos                                   | 25-64 Anos                                   | > 65 Anos                                    |
| 2001                                         | 26                                           | 29                                           | 158                                          | 234                                          |
| 2011                                         | 15                                           | 9                                            | 89                                           | 176                                          |
| 2021                                         | 5                                            | 10                                           | 78                                           | 104                                          |